# Coghlan's
Pour les articles homonymes, voir Coghlan.
 (juillet 2019).
Coghlan's est une entreprise canadienne qui commercialise principalement du matériel de camping. Fondée en 1959, elle a son siège à Winnipeg, dans le Manitoba.